# Eckhard Naumann

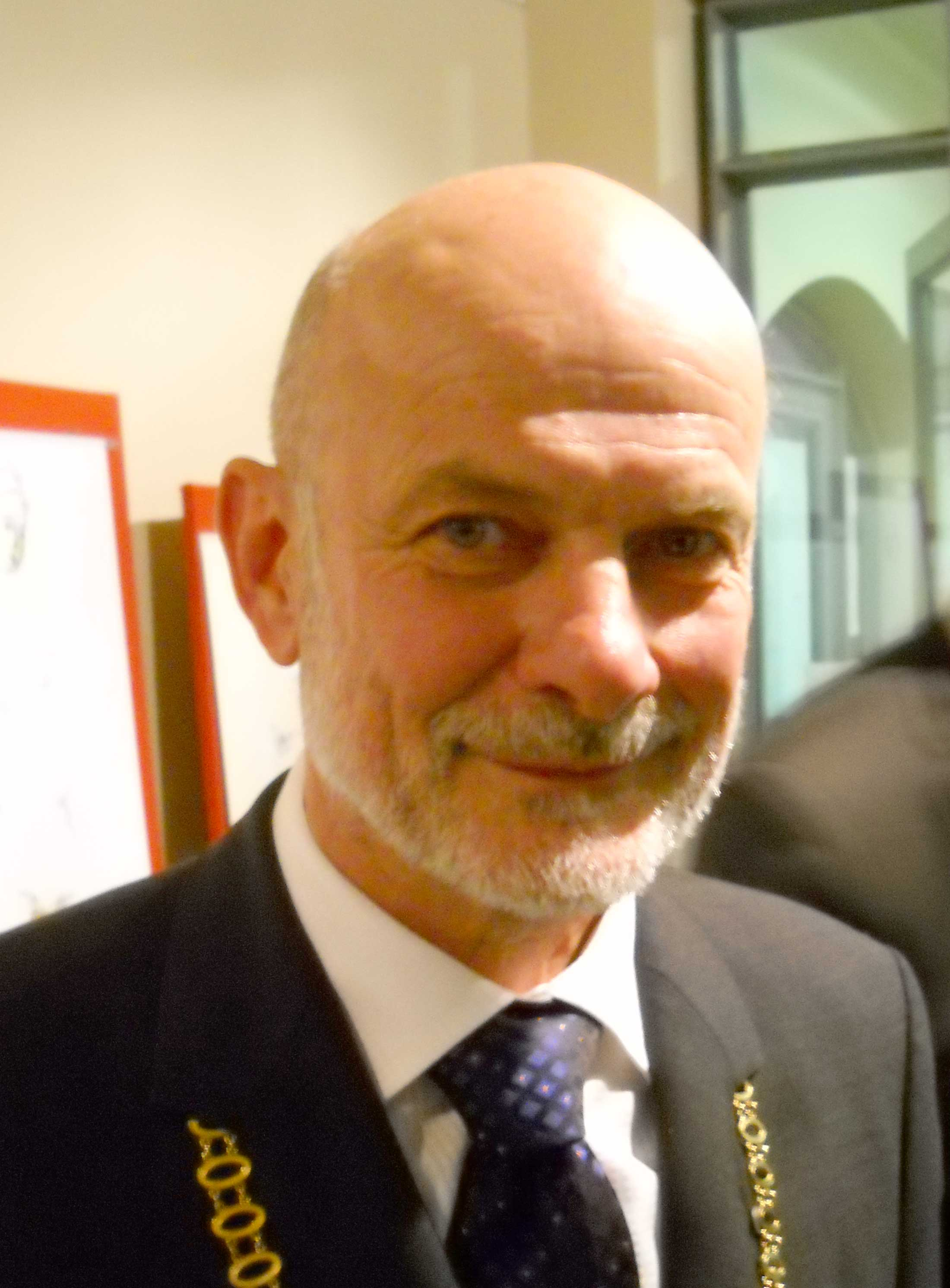
Eckhard Naumann

Eckhard Naumann (* 2. Juni 1947 in Lutherstadt Wittenberg) ist ein deutscher Lokalpolitiker der SPD und ehemaliger Oberbürgermeister der Lutherstadt Wittenberg.

## Leben
Der Sohn eines Schmiedes nahm nach dem Abschluss der Schule eine Chemiefacharbeiter-Lehre mit Abitur auf, die er im Jahr 1967 abschloss. Sein anschließendes Studium schloss er 1971 als Diplom-Ingenieur für Verfahrenstechnik ab. Daraufhin arbeitete er ab 1971 als Softwareentwickler und 1989 als Leiter des Rechenzentrums im VEB Stickstoffwerk Piesteritz. Während der politischen Umbruchphase in der DDR engagierte er sich anfänglich für den Demokratischen Aufbruch und trat 1990 in die SPD ein.

## Politische Ämter
Seit dem 6. Juni 1990 war er Bürgermeister und nach der zweiten Wahl und geänderter Kommunalverfassung des Bundeslandes Sachsen-Anhalts seit Juni 1994 Oberbürgermeister der Lutherstadt Wittenberg. Im April 2008 gewann er die Oberbürgermeisterwahl für seine vierte Amtszeit, die im Juli 2015 endete.
Während seiner Amtszeit setzte er sich für den Aufbau einer neuen demokratisch verfassten Stadtverwaltung, für eine städtebauliche Sanierung der Lutherstadt Wittenberg und für den Industriestandort derselben ein. Dabei wurden weitere Synergien im Hinblick auf das Reformationsjubiläum 2017 entwickelt, die Stiftung Leucorea mitgestaltet und Städtepartnerschaften weiterentwickelt. Mit 25 Dienstjahren war er einer der dienstältesten Würdenträger der Stadt. Einzig Samuel Selfisch, hatte durch die damaligen Gesetzlichkeiten, annähernd so lange in den höchsten Würden der Stadt gestanden. Gleichzeitig war er zum Ende seiner Amtszeit einer der dienstältesten Oberbürgermeister Deutschlands.
Nach seiner Amtszeit entwickelte er weiteres Engagement für die Lutherstadt in diversen Vereinen und Organisationen. So zum Beispiel als Stiftungsrat und Präsident des Wittenberg-Zentrums für Globale Ethik. Sein Wirken fand Anerkennung in unterschiedlichen gesellschaftlichen Schichten. So erhielt er am 8. November 1994 die Ehrendoktorwürde der Wittenberg University in Springfield (Ohio), am 7. Dezember 2015 den Verdienstorden des Landes Sachsen-Anhalt und am 16. Oktober 2017 das Bundesverdienstkreuz am Bande. Am 28. März 2018 beschloss der Wittenberger Stadtrat Naumann am 27. Juni 2018 die Ehrenbürgerwürde der Lutherstadt anzutragen, da er sich über seine Dienstpflichten hinaus für die Entwicklung des Gemeinwohls der Stadt maßgeblich eingesetzt und deren Erscheinungsbild entscheidend geprägt hat.

## Familie
Eckhard Naumann ist verheiratet, hat zwei Kinder und fünf Enkelkinder.